# Quinta Vergara
Quinta Vergara är en park i Chile.   Den ligger i regionen Región de Valparaíso, i den södra delen av landet, 100 km nordväst om huvudstaden Santiago de Chile. Quinta Vergara ligger 20 meter över havet.
Terrängen runt Quinta Vergara är lite kuperad. Havet är nära Quinta Vergara åt nordväst. Runt Quinta Vergara är det mycket tätbefolkat, med 1 135 invånare per kvadratkilometer.. Närmaste större samhälle är Viña del Mar, 0,37 km norr om Quinta Vergara. 
Runt Quinta Vergara är det i huvudsak tätbebyggt.